# Kandelabr

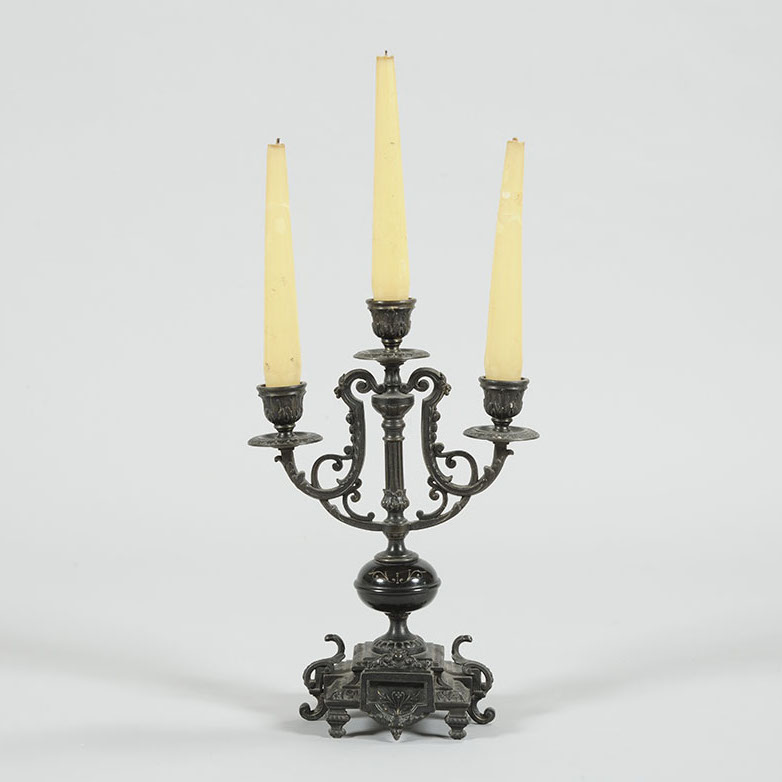
Kandelabr

Kandelabr – stojący, kilkuramienny świecznik. Zazwyczaj o symetrycznie rozgałęzionych ramionach, często zdobiony motywami ornamentalnymi i figuralnymi.
Kandelabry wykonywane były głównie z metalu i znano je już w starożytności. Pod koniec XVII wieku popularne były dwuramienne, w XVIII trójramienne, a w XIX wykonywano też kilkunastoramienne. Świecznik był zbudowany z podstawy, trzonu i najczęściej zdejmowanej nastawy z ramionami. Rokokowe kandelabry charakteryzowały się trzonami w kształcie postaci lub plastycznie uformowanej rośliny, a w pierwszej połowie XIX wieku kariatydy trzymającej nastawę w uniesionych rękach.

## W judaizmie
Odmiana kandelabru – menora stała się w starożytności symbolem judaizmu. Jej dokładny kształt został objawiony Mojżeszowi przez Boga (por. Wj 25,31-40) w czasie pobytu Izraelitów na pustyni, w drodze z Egiptu do Ziemi Obiecanej, około XVI-XII wieku p.n.e. Miała ona służyć do oświetlania świętego Przybytku, mieszkania Boga pośród Jego Ludu. Bóg mówi tu nie o siedmiu, ale o sześciu ramionach, wychodzących z trzonu: trzy ramiona wychodzące z trzonu w prawo i trzy w lewo. Ponieważ na szczycie trzonu i każdego z ramion znajdowała się jedna lampa oliwna, zatem menora ma w sumie siedem lamp, umieszczonych na szczycie siedmiu elementów konstrukcyjnych i z tego powodu zazwyczaj nazywana jest świecznikiem siedmioramiennym.
Z kolei świecznik dziewięcioramienny (chanukija) jest używany podczas żydowskiego święta Chanuka.